# José Manuel Mejías

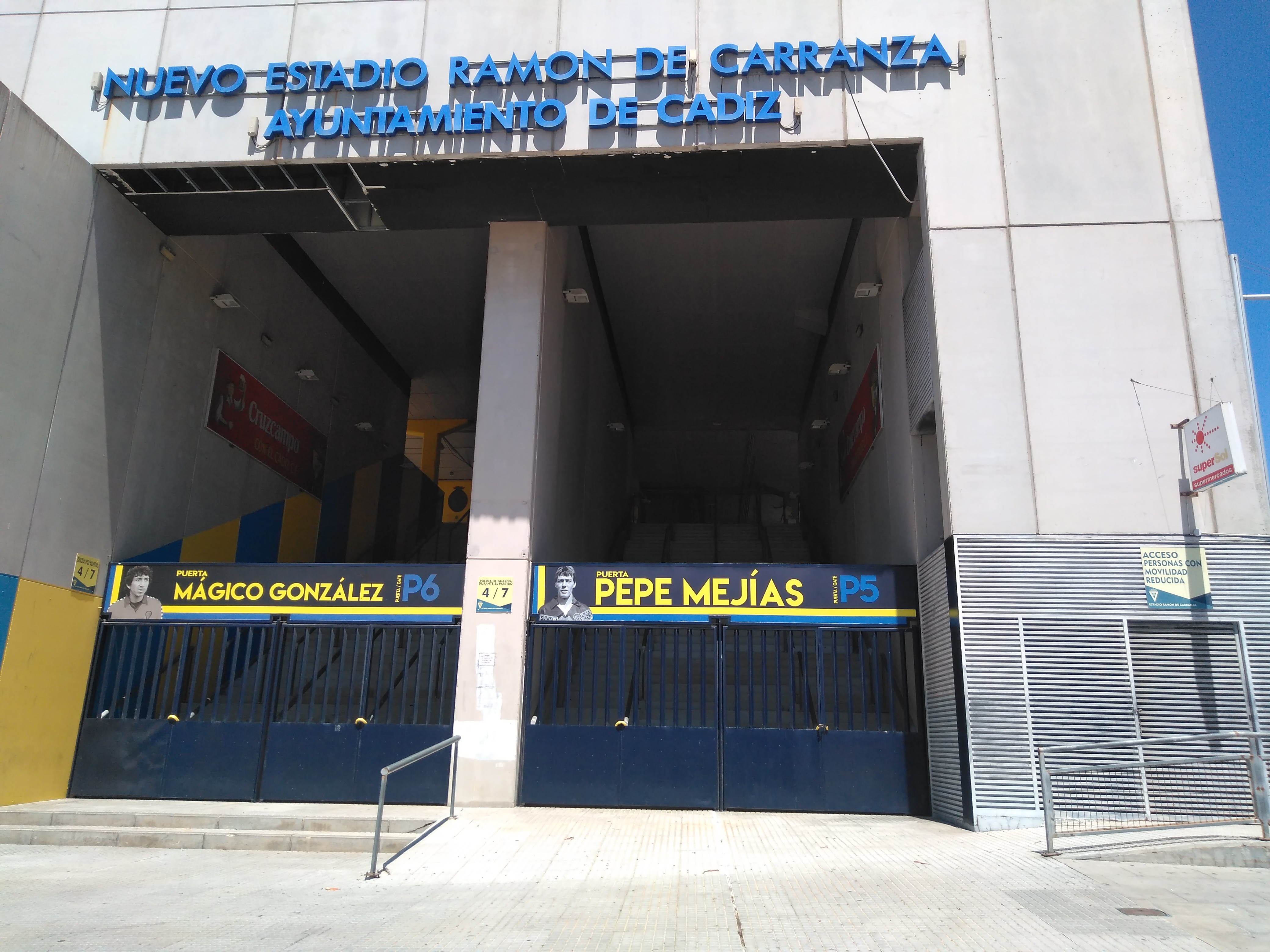
Puerta de Estadio dedicada en su honor.

José Manuel Mejías López (Cádiz, España, 21 de enero de 1959) es un exfutbolista español, conocido como Pepe Mejías, que se desempeñaba como centrocampista. Es hermano del también futbolista y camarero Salvador Mejías.

## Clubes
| Club            | País   | Año            |
| --------------- | ------ | -------------- |
| Cádiz CF        | España | 1977 - 1986    |
| Real Zaragoza   | España | 1986 - 1988    |
| Real Murcia CF  | España | 1988 - 1989    |
| Rayo Vallecano  | España | 1990           |
| Cádiz CF        | España | 1990 - 1992    |
| CD San Fernando | España | 1992- retirada |